# Earthtone9

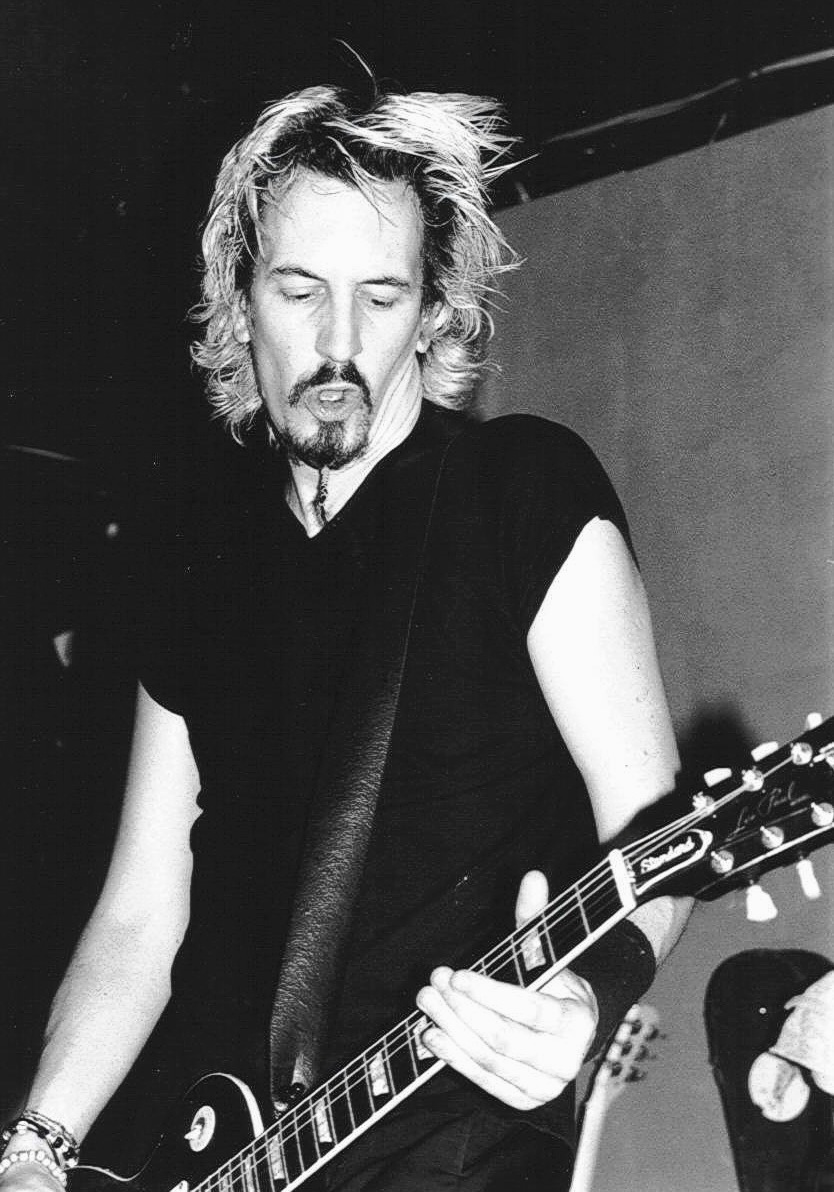
Owen Packard (guitarrista)

Earthtone9 es un grupo musical británico de metal alternativo residente en Nottingham y surgido en el año 1998. Tras cinco años de actividad y tres discos de estudio (bajo el sello Copro Records) deciden separarse en 2002. No sería hasta 2010 cuando anuncian reunión y en abril de 2013 publican su cuarto álbum de estudio "IV". Parte de su material está disponible en descarga gratuita en su página web.

## Miembros

### Actuales
- Karl Middleton – voces (1998–2002, 2010–)
- Owen Packard – guitarra (1998–2002, 2010–)
- Joe Roberts – guitarra (1998–1999, 1999–2002, 2010–2012, 2023–)
- Neil Kingsbury – bajo (2016–)
- Jay Walsh – batería (2024–)

### Pasados
- Dave Anderson – bajo (2000–2002, 2010–2012)
- Alex Baker – batería (2001–2002)
- Richie Mills – batería (2001)
- Jamie Floate – bajo (2000)
- Graeme Watts – bajo (1998–2000)
- Simon Johnson – guitarra (1999)
- Justin Greaves – batería (1998)
- Russ Stedman – bajo (2012–2016)
- Gez Walton – guitarra (2012–2023)
- Simon Hutchby – batería (1998–2001, 2010–2023)

## Discografía
- lo-def(inition) discord (CD 1998)
- off kilter enhancement (CD 1999)
- hi-point (EP 2000) remasterizado en 2004
- arc'tan'gent (CD 2000)
- Omega (EP 2002)
- For Cause & Consequence (EP 2011)
- Inside, Embers Glow... a collection of earthtone9's aural communiqués 1998-2002 (Recopilatorio 2010)
- live from london garage (CD en vivo 2012)
- IV (CD 2013)
- In Resonance Nexus (CD 2024)

### Videos musicales
- Tat Twam Asi (2000)
- Amnesia (2002)
- Evil Crawling I (2010)
- Tide Of Ambition (2011)
- Preacher (2013)
- Oceanic Drift (2024)
- Navison Record (2024)